# Conor Coady
Conor David Coady (sinh ngày 25 tháng 2 năm 1993) là một cầu thủ bóng đá chuyên nghiệp người Anh, chơi ở vị trí hậu vệ cho câu lạc bộ Leicester City tại EFL Championship và là thành viên của đội tuyển bóng đá quốc gia Anh.
Coady đã trưởng thành qua hệ thống học viện tại câu lạc bộ địa phương Liverpool và đã có hai lần ra sân cho đội một trước khi trải qua một mùa giải cho mượn tại Sheffield United sau đó chuyển đến Huddersfield Town theo dạng chuyển nhượng vĩnh viễn vào năm 2014. Một năm sau, anh ký hợp đồng với Wolverhampton Wanderers với giá 2 triệu bảng và chơi hơn 200 trận cho câu lạc bộ, giành chức vô địch giải hạng nhất năm 2017-18. Sau khi kết thúc mùa giải 2022/2023 theo dạng cho mượn ở Everton, anh chuyển sang khoác áo Leicester City

## Thống kê sự nghiệp

### Câu lạc bộ
Tính đến 23 tháng 5 năm 2021
| Câu lạc bộ              | Mùa giải            | Premier League      | Premier League | Premier League | FA Cup | FA Cup | League Cup | League Cup | Khác | Khác | Tổng cộng | Tổng cộng |
| Câu lạc bộ              | Mùa giải            | Hạng                | Trận           | Bàn            | Trận   | Bàn    | Trận       | Bàn        | Trận | Bàn  | Trận      | Bàn       |
| ----------------------- | ------------------- | ------------------- | -------------- | -------------- | ------ | ------ | ---------- | ---------- | ---- | ---- | --------- | --------- |
| Liverpool               | 2012–13             | Premier League      | 1              | 0              | 0      | 0      | 0          | 0          | 1    | 0    | 2         | 0         |
| Sheffield United (mượn) | 2013–14             | League One          | 39             | 5              | 8      | 1      | 1          | 0          | 2    | 0    | 50        | 6         |
| Huddersfield Town       | 2014–15             | Championship        | 45             | 3              | 1      | 0      | 2          | 0          | —    | —    | 48        | 3         |
| Wolverhampton Wanderers | 2015–16             | Championship        | 37             | 0              | 1      | 0      | 1          | 0          | —    | —    | 39        | 0         |
| Wolverhampton Wanderers | 2016–17             | Championship        | 40             | 0              | 2      | 0      | 3          | 1          | —    | —    | 45        | 1         |
| Wolverhampton Wanderers | 2017–18             | Championship        | 45             | 1              | 1      | 0      | 2          | 0          | —    | —    | 48        | 1         |
| Wolverhampton Wanderers | 2018–19             | Premier League      | 38             | 0              | 6      | 0      | 2          | 0          | —    | —    | 46        | 0         |
| Wolverhampton Wanderers | 2019–20             | Premier League      | 38             | 0              | 2      | 0      | 0          | 0          | 17   | 0    | 57        | 0         |
| Wolverhampton Wanderers | 2020–21             | Premier League      | 37             | 1              | 2      | 0      | 1          | 0          | —    | —    | 40        | 1         |
| Wolverhampton Wanderers | Tổng cộng           | Tổng cộng           | 235            | 2              | 14     | 0      | 9          | 1          | 17   | 0    | 275       | 3         |
| Tổng cộng sự nghiệp     | Tổng cộng sự nghiệp | Tổng cộng sự nghiệp | 320            | 10             | 23     | 1      | 12         | 1          | 20   | 0    | 375       | 12        |

### Quốc tế
Tính đến ngày 26 tháng 9 năm 2022
| Đội tuyển quốc gia | Năm       | Trận | Bàn |
| ------------------ | --------- | ---- | --- |
| Anh                | 2020      | 3    | 1   |
| Anh                | 2021      | 5    | 0   |
| Anh                | 2022      | 2    | 0   |
| Tổng cộng          | Tổng cộng | 10   | 1   |

#### Bàn thắng quốc tế
Tính đến ngày 8 tháng 10 năm 2020.
| # | Ngày                | Địa điểm                          | Số trận | Đối thủ | Bàn thắng | Kết quả | Giải đấu |
| - | ------------------- | --------------------------------- | ------- | ------- | --------- | ------- | -------- |
| 1 | 8 tháng 10 năm 2020 | Sân vận động Wembley, London, Anh | 2       | Wales   | 2–0       | 3–0     | Giao hữu |

## Danh hiệu
Wolverhampton Wanderers
- EFL Championship: 2017–18[6]

Leicester City
- EFL Championship: 2023–24[7]

U-17 Anh
- UEFA European Under-17 Championship: 2010[8]

Anh
- UEFA European Championship á quân: 2020[9]